# Werner Fasslabend
Werner Fasslabend (ur. 5 marca 1944 w Marcheggu) – austriacki polityk, działacz Austriackiej Partii Ludowej (ÖVP), parlamentarzysta, w latach 1990–2000 minister obrony.

## Życiorys
Absolwent Theresianum z 1963, następnie przez rok kształcił się w Wilbraham & Monson Academy w USA. W 1970 ukończył studia prawnicze na Uniwersytecie Wiedeńskim. Pracował w branży handlowej. Zaangażował się w działalność polityczną w ramach Austriackiej Partii Ludowej. W latach 1972–1989 był radnym Marcheggu. Pełnił funkcję wiceprzewodniczącego (1985–1994) i przewodniczącego (1994–1998) ÖAAB w Dolnej Austrii (organizacji pracowniczej afiliowanej przy ÖVP). Od 1997 do 2003 był federalnym przewodniczącym ÖAAB.
Od 1987 do 1990, w 1994, w 1996 i od 1999 do 2007 wykonywał mandat posła do Rady Narodowej. W grudniu 1990 kanclerz Franz Vranitzky powierzył mu stanowisko ministra obrony w swoim trzecim rządzie. Werner Fasslabend sprawował ten urząd do lutego 2000 także w jego dwóch kolejnych gabinetach oraz w rządzie Viktor Klimy. W latach 2000–2002 był wiceprzewodniczącym (trzecim przewodniczącym) niższej izby austriackiego parlamentu. W 2003 został prezesem akademii politycznej ÖVP, a w 2015 honorowym prezesem tej instytucji. Stanął także na czele think tanku AIES.
Odznaczony m.in. Wielką Złotą na Wstędze Odznaką Honorową za Zasługi dla Republiki Austrii, Krzyżem Wielkim belgijskiego Orderu Korony, Krzyżem Wielkim Orderu Zasługi Republiki Włoskiej i Krzyżem Wielkim norweskiego Orderu Zasługi.